# Georg Matthias
Georg Matthias (* 9. Oktober 1913 in Bernburg; † unbekannt) war ein deutscher Politiker und Funktionär der DDR-Blockpartei Demokratische Bauernpartei Deutschlands (DBD).

## Leben
Georg Matthias war der Sohn eines Schmiedes und erlernte nach dem Schulbesuch das Fleischerhandwerk. Am 11. Juli 1937 beantragte er die Aufnahme in die NSDAP und wurde rückwirkend zum 1. Mai desselben Jahres aufgenommen (Mitgliedsnummer 5.725.665). Nach Kriegsende trat er der neugegründeten DBD bei und wurde in Gröna Vorsitzender der LPG „Aueland“.
Von 1958 bis 1963 war er als Mitglied der DBD-Fraktion Abgeordneter der Volkskammer der DDR.

## Auszeichnungen
- 1957 Vaterländischer Verdienstorden in Bronze